# Петитти, Стефано
Стефано Петитти (итал. Stefano Petitti; род. 2 сентября 1953, Рим) — судья Конституционного суда Италии.

## Биография
Родился 2 сентября 1953 года в Риме. В 1976 году окончил университет Сапиенца. Темой диссертации стало издание чрезвычайных распоряжений правительства.
30 июня 1979 года стал судьёй. Являлся судьёй нескольких судов. Являлся мировым судьёй Авеццано, судьёй суда по трудовым спорам Рима, судьёй суда 1 инстанции Рима, суда присяжных Рима.
С сентября 1986 по февраль 1987 года являлся секретарём Судебного совета Италии. С марта 1987 по январь 2005 год являлся помощником конституционного судьи.
С декабря 2001 года работал в отделении надзора за законностью Верховного суда Кассации Италии по вопросам апелляции, уголовным делам, с марта 2003 года — гражданским делам.
Судья Верховного суда Кассации Италии (с июля 2006). С июля 2006 года являлся судьёй первого отделения по гражданским делам, с сентября 2008 — второго отделения по гражданским делам Верховного суда Кассации Италии.
С мая 2010 по 10 декабря 2019 года являлся членом объединённых палат по гражданским делам Верховного суда Кассации Италии.
С октября 2016 года являлся председателем палаты Верховного суда Кассации Италии. С 1 января 2018 года являлся главным судьёй второго отделения по гражданским делам данного суда.
С июля 2018 по июль 2019 года являлся также главным судьёй шестого отделения по уголовным делам Верховного суда Кассации Италии.
С июля 2011 по 2016 год являлся членом Высшего Суда по водам общественного пользования Италии.
Судья Конституционного суда Италии (с 28 ноября 2019).
С декабря 2012 года являлся членом Национального офиса выборам на парламентских выборах 2013 года, и выборах депутатов от Италии в Европарламент.
С декабря 2012 года являлся  главой Национального офиса выборам на парламентских выборах 2018 года.
Соавтор книги «Гражданский процессуальный кодекс Италии» с выдержками из судебной практики.
До 2019 года являлся главой отдела аналитики решений Конституционного суда Италии для журнала «Giurisprudenza costituzionale».
Является автором комментариев к ст. 3 Конституции Италии, гражданскому кодексу Италии, иному законодательству.
Сотрудничал с Институтом Итальянской энциклопедии, являясь автором нескольких статей.
Является автором статей для журнала «Rassegna di giurisprudenza e dottrina sul codice» («Обзор судебной практики и доктрины гражданского кодекса»).

## Награды
- Большой крест ордена «За заслуги перед Итальянской Республикой» (18 июня 2020)